# Czerwone Gitary
Czerwone Gitary — польський вокально-інструментальний ансамбль, біт-гурт.

## Історія
Гурт було засновано  Єжи Коссельою і  Генриком Зомерським 3 січня 1965 р., у кав'ярні «Кристал» у м. Гданськ.
До першого складу команди були залучені Бернард Дорновський, Кшиштоф Кленчон і Єжи Скшипчик. У цьому складі вони записали свою першу платівку. На ній були записані 4 пісні: «Bo ty się boisz myszy» («Адже ти боїшся миші»), «Така, як ти», «Лічи до ста» і «Плюшеві ведмедики». Вони назвали себе «Czerwone gitary» («Червоні гітари») — тому що грали вони на інструментах саме такого кольору. З ними разом виступав, з так званим «своїм віконцем» у їхній програмі Северин Краєвський (Seweryn Krajewski).
У квітні 1965 року вони вперше роблять запис для Польського радіо, а восени відправляються у своє перше концертне турне під гаслом: «Ми граємо і співаємо голосніше за всіх в Польщі».
Наприкінці 1965 Генрик Зомерський йде геть, і його місце займає Северин Краєвський.
У 1966 гурт випустив свій дебютний альбом «Це, власне, ми», котрий розійшовся накладом 160 000 примірників. У березні 1967 гурт покинув засновник і перший лідер Єжи Косселя. У травні 1967 гурт записав свій другий альбом Червоні Гітари-2, проданий у рекордній кількості 240 000 одиниць. У тому ж році Северин Краєвський отримав на  фестивалі в Ополе польську премію Джаз Федерації Польщі за його дебют як композитора. У 1968 музиканти випустили свій наступний альбом «Червоні гітари-3» (продано 220 000 примірників), і команда виборола першу нагороду в Ополе з піснею «Які гарні очі!».
У січні 1969 гурт отримав трофей «MIDEM» у Каннах, у Франції, котрий присуджується за найбільшу кількість проданих дисків у країні конкурсанта. Іншою командою, що отримала тоді подібний трофей, був гурт The Beatles. Журнал «Billboard» надав групі спеціальну нагороду як найпопулярнішій команді. У червні цього ж року гурт отримує головний приз на фестивалі в Ополе за пісню «Білий хрест».
У 1970 гурт покидає лідер групи Кшиштоф Кленчон. Після випуску першого альбому (Krzysztof Klenczon i Trzy Korony,1971)  в 1972 році Кленчон емігрував до США, де в 1981 році в результаті травм, отриманих в автомобільній аварії, він і помер.
У 1970 був випущений на LP альбом Na fujarce, який деякими музичними критиками вважається за найкращий в історії команди. У 1971 році він випустив ще один повноцінний альбом,Спокій серця, котрий складався із творів у найрізноманітніших стилях (інший Gold Record). У вересні знову в Ополе пісня «Горять гори, горять ліси» зустріла теплий прийом публіки. «Червоні гітари» повернулися у верхню частину чартів.
Група успішно гастролювала, зокрема у  Східну Німеччину та  СРСР. У 1974 група записала альбом Ритм Землі. У 1976 випустила дві платівки:Порт піратів та Один день року.
У  80-х гурт зник з польської музичної сцени на декілька років. За цей час він грав у  США, колишньому  СРСР і  Східній Німеччині. У 1991 відбулося велике і тріумфальне повернення команди на честь 25-річчя групи.
У 1997 з гурту пішов ще один лідер, Северин Краєвський.
У 1999 гурт випустив новий альбом під назвою «Ще грає музика», на честь 33ї річниці гурту.
У 2005 команда відзначила 40-річчя. З цієї нагоди випустили нову платівку Червоні гітари. ОК., пісня з цього альбому Senny szept посіла 4-е місце на  Фестивалі в Сопоті.

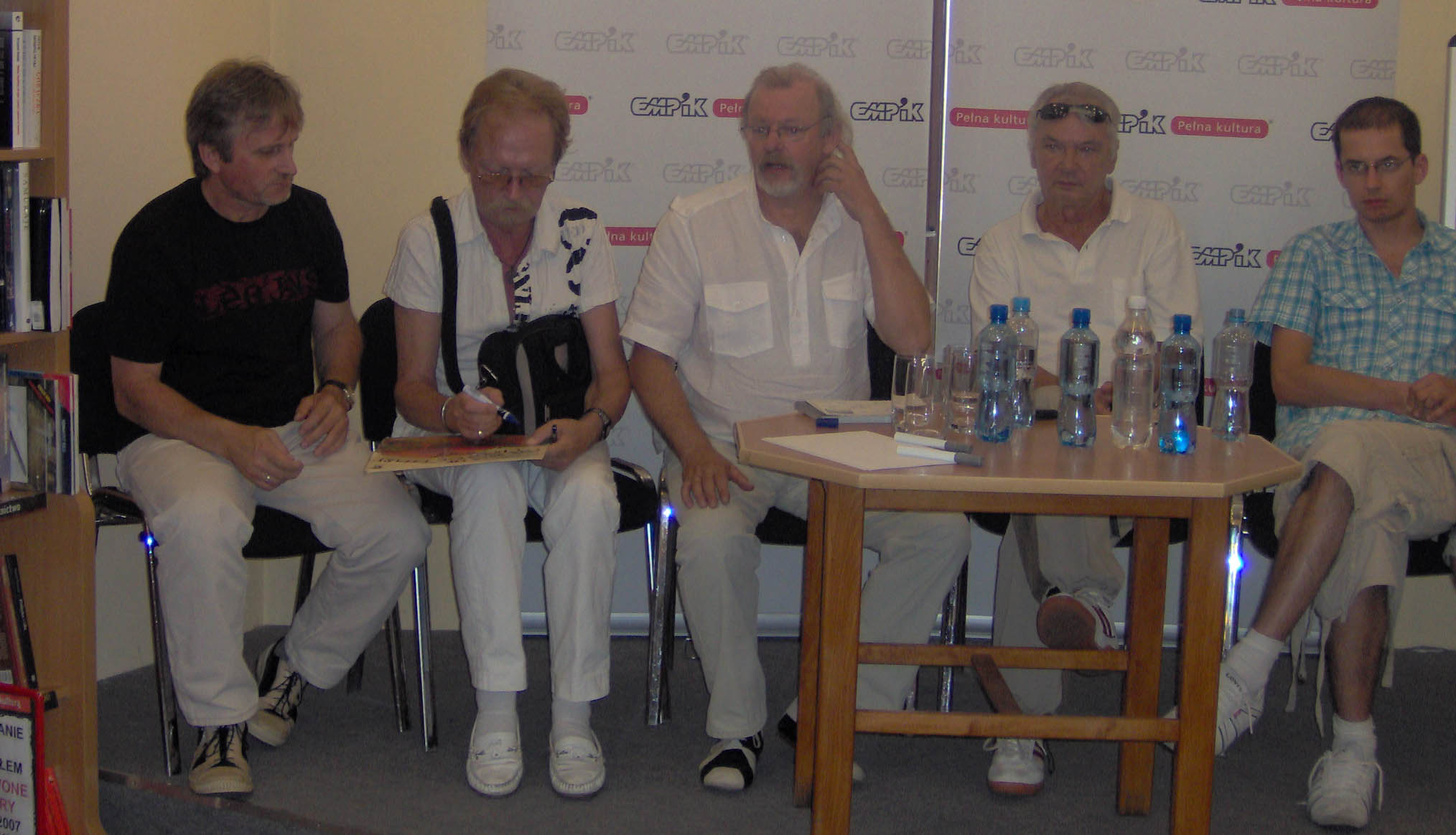
Гурт «Червоні гітари», 2007

У 2007 році гурт «Червоні гітари» складався з:
- Єжи Скшипчик
- Єжи Косселя
- Генрик Зомерський
- Мечислав Вондоловський
- Марек Кісєлінський
- Аркадіуш Вишневський

У цьому складі виступав у Києві 21.04.2007 у Центрі культури та мистецтв КНЕУ
У 2009 р. гурт «Червоні гітари» відвідував Україну та давав 2-годинний концерт у рамках фестивалю «Славське-Рок».
17 листопада 2010 року відбувся концерт-фестиваль «45 хітових років» гурту «Червоні Гітари» у Росії.

## Музиканти гурту
- Єжи Скшипчик  — ударні, вокал (1965 -)
- Єжи Косселя  — гітара, вокал (1965–1967 1991 — 1993 1999- 2016)
- Генрік Зомерський — клавішні, бас-гітара, вокал (1965 1999 - 2011)
- Мечислав Вондоловський- вокал, акустична гітара (1997 -)
- Марек Кісєлінський — гітара, клавішні, вокал (2004 - 2013)
- Аркадіуш Вишневський  — вокал, бас (2003 -)
- Бернард Дорновський — вокал, гітара, бас (1965–1999)
- Северин Краєвський — вокал, гітара, бас-гітара, клавішні, скрипки (1965–1997)
- Кшиштоф Кленчон — вокал, гітара (1965–1970)
- Домінік Конрад(Кута) — флейта, гітара, вокал (1970)
- Ришард Качмарек  — бас-гітара (1972–1977)
- Ян Поспєшанський — бас-гітара (1977–1979)
- Войцех Хоффманн — гітара (1997–2000)
- Даріуш Ольшевський — гітара, вокал (2000–2004 2010)
- Аркадіуш Маліновській — бас-гітара, вокал (1999–2003)

## Дискографія
- 1966 —  Це, власне, ми, LP XL 0350, Pronit, 10-12.10.1966, перевидання 1985.
- 1967 —  Червоні гітари (2 ),LP XL/SXL 0396, Muza, 9-11.05.1967, перевидання 1985.
- 1968 —  Червоні гітари (3 ), LP XL/SXL 0479, Muza, 25-30.03.1968, перевидання 1985.
- 1970 —  „Na fujarce”(На флейті), LP XL/SXL 0599, Muza, 13-15, 21-25.04.1970
- 1970 —  „Czerwone Gitary””("Варшава"), (альбом, випущений у Східній Німеччині),LP S 8 55 256, Amiga, 1970
- 1971 —  Спокій серця,LP XL/SXL 0734, Muza, 18-27.01.1971
- 1971 —  Консуела (альбом, випущений у Східній Німеччині), LP S 8 55 250, Amiga, 1971
- 1974 —  Ритм Землі,LP SXL/SX 1166, Muza, 10.1974
- 1976 —  Один день року, LP SX 1364, Muza, 15.03-4.04.1976 (9.04.1976)
- 1976 —  Порт піратів , LP SX 1383, Muza, 15.03-4.04.1976 (27.03.1976)
- 1978 —  Rote Gitarren (альбом, випущений у Східній Німеччині), LP S 8 55 629, Amiga, 1978
- 1979 —  The Best Of Czerwone Gitary , LP SX1762, Muza, Compilation (збірка)
- 1991 —  Czerwone Gitary – The Best Of 2 , LP SX2962, Muza, Compilation (збірка)
- 1991 —  Czerwone Gitary – The Best Of 3 , LP SX2963, Muza, Compilation (збірка)
- 1999 — ... ще грає музика
- 2005 — Червоні гітари. O.K. золотий диск[1]
- 2009 —  Herz verschenkt (альбом, випущений у Німеччині)
- 2015 —  Jeszcze raz
- 2015 —  Symfonicznie

## Інтернет-джерела
- Концерт гурту, 2009
- Офіційний сайт."Червоні гітари" [Архівовано 21 листопада 2010 у Wayback Machine.]
- Блог
- Культура Польщі[недоступне посилання з грудня 2019]